# Heterolepidoderma istrianum
Heterolepidoderma istrianum is een buikharige uit de familie Chaetonotidae. Het dier komt uit het geslacht Heterolepidoderma. Heterolepidoderma istrianum werd in 1972 voor het eerst wetenschappelijk beschreven door Schrom. 